# Łożysko ślizgowe
Łożysko ślizgowe – łożysko niemające ruchomych elementów pośredniczących. Czop wału lub inny obrotowy element jest umieszczony w cylindrycznej lub stożkowej panewce z pasowaniem luźnym.

## Historia
Łożysko ślizgowe jest najprostszym, najdawniej użytym i do chwili obecnej najszerzej stosowanym rodzajem łożysk. Człowiek zaczął je stosować zapewne już w neolicie wraz z wprowadzeniem do użycia pierwszych urządzeń, w których występował ruch obrotowy, a więc tzw. „świdra ogniowego” do rozniecania ognia czy prymitywnych ręcznych wiertarek do wiercenia otworów w kości, rogu lub kamieniu. Szersze zastosowanie ułożyskowań ślizgowych nastąpiło po wynalezieniu koła garncarskiego, a następnie po wprowadzeniu transportu kołowego. Bezprecedensowy rozwój różnych typów łożysk ślizgowych wymusiła rewolucja przemysłowa XVIII w. z wdrożoną wówczas maszyną parową, napędzającą z kolei setki różnych maszyn i urządzeń również o ruchu obrotowym.
Początkowo doskonalenie łożysk ślizgowych polegało na podnoszeniu dokładności wykonania i montażu ich elementów składowych. Przez długi czas podstawowymi materiałami z których wykonywano ułożyskowania ślizgowe były różne gatunki drewna (twardego), brąz i żelazo. Z czasem zaczęto indywidualnie dobierać materiały pary trącej czop – panewka pod kątem zmniejszenia oporów ruchu i zwiększenia ich trwałości. Równolegle zastosowane zostało smarowanie łożysk, początkowo łojem zwierzęcym lub tłuszczami roślinnymi, później mazią uzyskiwaną z dziegciu lub z ropy naftowej. Ok. 1272 r. pochodzący z Lukki Francesco Borghegnano uruchomił w Bolonii maszynę do skręcania nitek jedwabiu, napędzaną kołem wodnym. Takie „filatorium” mogło zawierać nawet 280 wrzecionek, obracających się w maleńkich, naoliwionych łożyskach szklanych. W 1677 r. zastosowano łożyska szklane do osadzenia igieł w kompasach. W 1704 r. w Anglii opatentowano łożyska szklane do zegarów. Ich następcami są do dziś rubinowe łożyska stosowane w zegarkach wyższych klas.
Z czasem, wraz z coraz większymi obciążeniami i prędkościami obrotowymi, wprowadzono bardziej efektywne systemy smarowania. W kołach parowozów i wagonów kolejowych aż do połowy XX w. stosowane były łożyska ślizgowe ze smarowaniem panewek z użyciem knotów i poduszek smarowych (maźnic). Obecnie, dzięki dostępności wysokojakościowych tworzyw sztucznych i kompozytów o dokładnie określonych własnościach trybologicznych, łożyska ślizgowe w wielu zastosowaniach wypierają znów łożyska toczne.

## Rodzaje łożysk ślizgowych
Łożyska ślizgowe dzielą się na:
- suche – niesmarowane lub smarowane okresowo. Panewki takich łożysk wykonane są ze stopów łożyskowych, z tworzyw sztucznych, czy na przykład materiałów kompozytowych na bazie teflonu lub igliduru[6]. Używane są do połączeń słabo obciążonych i mniej odpowiedzialnych.
- powietrzne – dystans między wałem a panewką utrzymywany jest przez poduszkę powietrzną wytworzoną przez sprężone powietrze dostarczane do panewki. Łożyska tego typu stosuje się w urządzeniach o dużych prędkościach obrotowych, w których na wałach występują niewielkie obciążenia.
- olejowe – część korpusu łożyska wypełniona jest olejem. W czasie ruchu wału między powierzchnią wału a panewką tworzy się cienka warstwa oleju, która jest wystarczająca do podtrzymania wału.
  - hydrodynamiczne – w których film olejowy tworzy się samoczynnie wskutek zjawisk hydrodynamicznych powstających w szczelinie. Aby można było zastosować ten typ smarowania, w łożysku ślizgowym musi istnieć kieszeń smarna. Smarowaniem hydrodynamicznym jest smarowanie pierścieniem luźnym.
  - hydrostatyczne – w tego typu łożyskach dodatkowo do panewki dostarczany jest olej pod ciśnieniem.